# 浮洲橋
浮洲橋，為臺灣一座跨越大漢溪的公路橋樑，位於新北市板橋區崑崙里，緊鄰台北捷運土城機廠，由市道114號與市道116號共線，兩端分別銜接板橋區浮洲新興橋與樹林區樹林路橋，為聯絡板橋與樹林之間的重要橋樑。

## 沿革
板橋與樹林之間隔著大漢溪相望，早期尚未興建橋樑聯繫兩地交通，此處原有「浮州－沙崑公渡」，1951年（民國40年）架設中興橋而廢渡。1976年（民國65年）中興橋改建，更名為浮洲橋，原浮洲橋寬僅16.8公尺。1996年（民國85年）1月，為配合台北地區防洪計畫，並改善板橋樹林間壅塞交通狀況，進行浮洲橋改建工程，拓寬橋面並增建進出匝道，2001年10月31日完工。

## 設計
浮洲橋主橋長516公尺，樹林端引橋及引道共長485公尺，板橋端引橋及引道共長201.5公尺，共有23座橋墩、2座橋台，其主要結構以鋼箱樑、鋼床鈑及預力樑組合而成。樹林端匝道可銜接篤行路與板橋溪崑地區，板橋端匝道可銜接台3線四川路與大觀路二段。